# 1. Fußball-Club Saarbrücken 2004-2005
Questa voce raccoglie le informazioni riguardanti il 1. Fußball-Club Saarbrücken nelle competizioni ufficiali della stagione 2004-2005.

## Stagione
Nella stagione 2004-2005 il Saarbrücken, allenato da Horst Ehrmantraut, concluse il campionato di 2. Bundesliga al 12º posto. In Coppa di Germania il Saarbrücken fu eliminato al primo turno dal Colonia.

## Rosa
| N. |                     | Ruolo | Calciatore         |
| -- | ------------------- | ----- | ------------------ |
| 2  | Francia (bandiera)  | D     | Vinh Long Willemin |
| 3  | Germania (bandiera) | C     | Alessandro Caruso  |
| 4  | Germania (bandiera) | D     | Sören Holz         |
| 5  | Germania (bandiera) | D     | Marcel Rozgonyi    |
| 6  | Germania (bandiera) | C     | Torsten Reuter     |
| 7  | Germania (bandiera) | C     | Matthias Hagner    |
| 8  | Germania (bandiera) | C     | Thorsten Nehrbauer |
| 10 | Marocco (bandiera)  | C     | Faysal El-Idrissi  |
| 11 | Belgio (bandiera)   | A     | Gunter Thiebaut    |
| 12 | Germania (bandiera) | P     | Peter Eich         |
| 13 | Germania (bandiera) | P     | Tobias Rott        |
| 14 | Nigeria (bandiera)  | D     | Adiele Echendu     |
| 15 | Canada (bandiera)   | C     | Tamandani Nsaliwa  |

| N. |                                 | Ruolo | Calciatore       |
| -- | ------------------------------- | ----- | ---------------- |
| 15 | Germania (bandiera)             | P     | Christian Stuff  |
| 16 | Germania (bandiera)             | D     | Stephan Kling    |
| 18 | Paesi Bassi (bandiera)          | D     | Henri Heeren     |
| 19 | Slovacchia (bandiera)           | A     | Henrich Benčík   |
| 20 | Germania (bandiera)             | C     | Marco Laping     |
| 21 | Tunisia (bandiera)              | D     | Aïmen Demai      |
| 22 | Bosnia ed Erzegovina (bandiera) | C     | Sanel Nuhic      |
| 23 | Germania (bandiera)             | A     | Yilmaz Örtülü    |
| 25 | Australia (bandiera)            | A     | Peter Buljan     |
| 29 | Germania (bandiera)             | P     | Harald Ebertz    |
| 33 | Germania (bandiera)             | C     | Christoph Holste |
| 35 | Croazia (bandiera)              | C     | Matej Sucurovic  |
| 36 | Guinea (bandiera)               | A     | Taifour Diane    |

## Organigramma societario
Area tecnica
- Allenatore: Horst Ehrmantraut
- Allenatore in seconda: Rainer Derber, Didier Philippe
- Preparatore dei portieri: Heinz Böhmann
- Preparatori atletici:

## Calciomercato

### Sessione estiva
| Acquisti | Acquisti           | Acquisti       | Acquisti |
| R.       | Nome               | da             | Modalità |
| -------- | ------------------ | -------------- | -------- |
| A        | Henrich Benčík     | LR Ahlen       |          |
| D        | Aïmen Demai        | Metz           |          |
| C        | Tamandani Nsaliwa  | Jahn Ratisbona |          |
| C        | Torsten Reuter     | Kaiserslautern |          |
| D        | Vinh Long Willemin | Saarbrücken II |          |

| Cessioni | Cessioni       | Cessioni          | Cessioni |
| R.       | Nome           | da                | Modalità |
| -------- | -------------- | ----------------- | -------- |
| A        | Sambo Choji    | Persepolis        |          |
| C        | Almir Delic    | Coblenza          |          |
| A        | Pierre Hallé   | Kickers Emden     |          |
| C        | Michael Öller  | Hoffenheim        |          |
| D        | Victor Oppong  | Waldhof Mannheim  |          |
| D        | Oliver Schäfer | Kaiserslautern II |          |

### Sessione invernale
| Acquisti | Acquisti        | Acquisti | Acquisti |
| R.       | Nome            | da       | Modalità |
| -------- | --------------- | -------- | -------- |
| C        | Matej Sucurovic | Cibalia  |          |

| Cessioni | Cessioni       | Cessioni         | Cessioni |
| R.       | Nome           | da               | Modalità |
| -------- | -------------- | ---------------- | -------- |
| A        | Björn Tarillon | Rot-Weiß Hasborn |          |

## Risultati

### 2. Bundesliga

#### Girone di andata
| Arbitro: | Albrecht |

|  |           |                          |
|  | Marcatori | 45’ Schnetzler 89’ David |

| Arbitro: | Marks |

|                        |           |               |
| Ahanfouf 42’ Kurth 53’ | Marcatori | 50’ Nehrbauer |

| Saarbrücken 29 agosto 2004, ore 15:00 CEST 3ª giornata | Saarbrücken | 0 – 0 referto | Energie Cottbus | Ludwigsparkstadion (6 000 spett.)\| Arbitro: \| Kinhöfer \| |
| Arbitro:                                               | Kinhöfer    |               |                 |                                                             |

| Arbitro: | Anklam |

|                    |           |                       |
| Schmidt 44’ (rig.) | Marcatori | 53’ Benčík 67’ Caruso |

| Arbitro: | Stachowiak |

|                           |           |  |
| Benčík 35’ Diane 73’, 84’ | Marcatori |  |

| Arbitro: | Seemann |

|            |           |            |
| Dundee 69’ | Marcatori | 31’ Hagner |

| Arbitro: | Sippel |

|                |           |  |
| Diane 40’, 72’ | Marcatori |  |

| Arbitro: | Henschel |

|                 |           |            |
| Kennedy 8’, 39’ | Marcatori | 19’ Hagner |

| Arbitro: | Perl |

|                                         |           |            |
| Plaßhenrich 31’ Michalke 42’ Meijer 73’ | Marcatori | 79’ Benčík |

| Arbitro: | Grudzinski |

|                                         |           |  |
| Hagner 36’ (rig.) Benčík 41’ Örtülü 83’ | Marcatori |  |

| Arbitro: | Fleischer |

|                               |           |  |
| Kioyo 33’ Teixeira 52’ (rig.) | Marcatori |  |

| Arbitro: | Winkmann |

|                                           |           |             |
| Benčík 3’ Diane 13’ Hagner 78’ Örtülü 85’ | Marcatori | 24’ Lehmann |

| Arbitro: | Walz |

|                          |           |  |
| Caillas 11’ Feinbier 77’ | Marcatori |  |

| Saarbrücken 19 novembre 2004, ore 19:00 CET 14ª giornata | Saarbrücken | 0 – 0 referto | LR Ahlen | Ludwigsparkstadion (6 000 spett.)\| Arbitro: \| Gagelmann \| |
| Arbitro:                                                 | Gagelmann   |               |          |                                                              |

| Arbitro: | Hoyzer |

|                          |           |                                   |
| von Walsleben-Schied 51’ | Marcatori | 13’ Echendu 22’ Benčík 73’ Örtülü |

| Arbitro: | Seemann |

|                 |           |              |
| Benčík 33’, 35’ | Marcatori | 69’ Heidrich |

| Arbitro: | Dingert |

|                         |           |            |
| Racanel 20’ Siradze 33’ | Marcatori | 76’ Hagner |

#### Girone di ritorno
| Arbitro: | Kinhöfer |

|  |           |           |
|  | Marcatori | 4’ Hagner |

| Arbitro: | Schriever |

|                                |           |           |
| Demai 47’, 62’ Benčík 60’, 67’ | Marcatori | 61’ Kurth |

| Arbitro: | Grudzinski |

|                    |           |           |
| Mokhtari 6’ (rig.) | Marcatori | 78’ Kling |

| Arbitro: | Walz |

|                                |           |                                                |
| Reuter 20’ Thiebaut 88’ (rig.) | Marcatori | 53’ Drescher 54’ Krejčí 70’ Reisinger 89’ Fink |

| Arbitro: | Weiner |

|                                       |           |  |
| Weissenberger 21’ Jones 43’ Cimen 68’ | Marcatori |  |

| Arbitro: | Schmidt |

|                              |           |              |
| Ebbers 25’ Podolski 32’, 35’ | Marcatori | 76’ Thiebaut |

| Arbitro: | Frank |

|  |           |            |
|  | Marcatori | 40’ Oswald |

| Arbitro: | Welz |

|                             |           |                                                |
| Benčík 1’ Thiebaut 17’, 77’ | Marcatori | 13’ Saenko 22’ Aduobe 51’ Masmanidis 82’ Freis |

| Arbitro: | Winkmann |

|            |           |                        |
| Hagner 65’ | Marcatori | 33’ Scharping 74’ Noll |

| Arbitro: | Albrecht |

|                            |           |  |
| Frommer 38’, 72’ Keïta 84’ | Marcatori |  |

| Saarbrücken 8 aprile 2005, ore 19:00 CEST 28ª giornata | Saarbrücken | 0 – 0 referto | Rot-Weiss Essen | Ludwigsparkstadion (7 200 spett.)\| Arbitro: \| Kircher \| |
| Arbitro:                                               | Kircher     |               |                 |                                                            |

| Arbitro: | Pickel |

|             |           |            |
| Agostino 4’ | Marcatori | 89’ Örtülü |

| Arbitro: | Schößling |

|                       |           |           |
| Reuter 29’ Benčík 53’ | Marcatori | 31’ Ruman |

| Arbitro: | Anklam |

|                   |           |                               |
| Svitlica 20’, 78’ | Marcatori | 62’, 65’, 71’ (rig.) Thiebaut |

| Arbitro: | Lupp |

|  |           |             |
|  | Marcatori | 84’ Sträßer |

| Arbitro: | Stachowiak |

|                        |           |  |
| Trehkopf 73’ Demir 90’ | Marcatori |  |

| Arbitro: | Brych |

|            |           |           |
| Reuter 39’ | Marcatori | 7’ Becker |

### Coppa di Germania
| Arbitro: | Pickel |

|            |           |                            |
| Örtülü 21’ | Marcatori | 2’, 35’, 37’, 81’ Podolski |

## Statistiche

### Statistiche di squadra
| Competizione      | Punti | In casa | In casa | In casa | In casa | In casa | In casa | In trasferta | In trasferta | In trasferta | In trasferta | In trasferta | In trasferta | Totale | Totale | Totale | Totale | Totale | Totale | DR |
| Competizione      | Punti | G       | V       | N       | P       | Gf      | Gs      | G            | V            | N            | P            | Gf           | Gs           | G      | V      | N      | P      | Gf     | Gs     | DR |
| ----------------- | ----- | ------- | ------- | ------- | ------- | ------- | ------- | ------------ | ------------ | ------------ | ------------ | ------------ | ------------ | ------ | ------ | ------ | ------ | ------ | ------ | -- |
| 2. Bundesliga     | 40    | 17      | 7       | 4       | 6       | 27      | 19      | 17           | 4            | 3            | 10           | 17           | 31           | 34     | 11     | 7      | 16     | 44     | 50     | -6 |
| Coppa di Germania | -     | 1       | 0       | 0       | 1       | 1       | 4       | 0            | 0            | 0            | 0            | 0            | 0            | 1      | 0      | 0      | 1      | 1      | 4      | -3 |
| Totale            | 40    | 18      | 7       | 4       | 7       | 28      | 23      | 17           | 4            | 3            | 10           | 17           | 31           | 35     | 11     | 7      | 17     | 45     | 54     | -9 |

### Andamento in campionato
| Giornata  | 1  | 2  | 3  | 4  | 5  | 6  | 7 | 8 | 9  | 10 | 11 | 12 | 13 | 14 | 15 | 16 | 17 | 18 | 19 | 20 | 21 | 22 | 23 | 24 | 25 | 26 | 27 | 28 | 29 | 30 | 31 | 32 | 33 | 34 |
| --------- | -- | -- | -- | -- | -- | -- | - | - | -- | -- | -- | -- | -- | -- | -- | -- | -- | -- | -- | -- | -- | -- | -- | -- | -- | -- | -- | -- | -- | -- | -- | -- | -- | -- |
| Luogo     | C  | T  | C  | T  | C  | T  | C | T | T  | C  | T  | C  | T  | C  | T  | C  | T  | T  | C  | T  | C  | T  | T  | C  | C  | C  | T  | C  | T  | C  | T  | C  | T  | C  |
| Risultato | P  | P  | N  | V  | V  | N  | V | P | P  | V  | P  | V  | P  | N  | V  | V  | P  | V  | V  | N  | P  | P  | P  | P  | P  | P  | P  | N  | N  | V  | V  | P  | P  | N  |
| Posizione | 17 | 18 | 17 | 13 | 10 | 10 | 6 | 8 | 10 | 6  | 10 | 6  | 8  | 7  | 6  | 6  | 7  | 6  | 5  | 5  | 6  | 9  | 9  | 11 | 11 | 12 | 12 | 13 | 13 | 11 | 10 | 11 | 12 | 12 |

Legenda:

Luogo: C = Casa; T = Trasferta. Risultato: V = Vittoria; N = Pareggio; P = Sconfitta.

### Statistiche dei giocatori
| Giocatore     | 2. Bundesliga | 2. Bundesliga | 2. Bundesliga | 2. Bundesliga | Coppa di Germania | Coppa di Germania | Coppa di Germania | Coppa di Germania | Totale   | Totale | Totale      | Totale     |
| Giocatore     | Presenze      | Reti          | Ammonizioni   | Espulsioni    | Presenze          | Reti              | Ammonizioni       | Espulsioni        | Presenze | Reti   | Ammonizioni | Espulsioni |
| ------------- | ------------- | ------------- | ------------- | ------------- | ----------------- | ----------------- | ----------------- | ----------------- | -------- | ------ | ----------- | ---------- |
| H. Benčík     | 31            | 12            | 5             | 0             | 0                 | 0                 | 0                 | 0                 | 31       | 12     | 5           | 0          |
| P. Buljan     | 2             | 0             | 0             | 0             | 0                 | 0                 | 0                 | 0                 | 2        | 0      | 0           | 0          |
| A. Caruso     | 26            | 1             | 5             | 1             | 1                 | 0                 | 1                 | 0                 | 27       | 1      | 6           | 1          |
| A. Demai      | 31            | 2             | 10            | 1             | 1                 | 0                 | 0                 | 0                 | 32       | 2      | 10          | 1          |
| T. Diane      | 17            | 5             | 1             | 0             | 0                 | 0                 | 0                 | 0                 | 17       | 5      | 1           | 0          |
| H. Ebertz     | 0             | 0             | 0             | 0             | 0                 | 0                 | 0                 | 0                 | 0        | 0      | 0           | 0          |
| A. Echendu    | 33            | 1             | 4             | 0             | 1                 | 0                 | 0                 | 0                 | 34       | 1      | 4           | 0          |
| P. Eich       | 32            | 0             | 0             | 0             | 0                 | 0                 | 0                 | 0                 | 32       | 0      | 0           | 0          |
| F. El-Idrissi | 30            | 0             | 7             | 0             | 1                 | 0                 | 0                 | 0                 | 31       | 0      | 7           | 0          |
| M. Hagner     | 33            | 7             | 4             | 0             | 1                 | 0                 | 0                 | 0                 | 34       | 7      | 4           | 0          |
| H. Heeren     | 16            | 0             | 1             | 0             | 1                 | 0                 | 0                 | 0                 | 17       | 0      | 1           | 0          |
| C. Holste     | 3             | 0             | 0             | 0             | 0                 | 0                 | 0                 | 0                 | 3        | 0      | 0           | 0          |
| S. Holz       | 1             | 0             | 0             | 0             | 0                 | 0                 | 0                 | 0                 | 1        | 0      | 0           | 0          |
| S. Kling      | 16            | 1             | 1             | 0             | 0                 | 0                 | 0                 | 0                 | 16       | 1      | 1           | 0          |
| M. Laping     | 15            | 0             | 7             | 0             | 1                 | 0                 | 1                 | 0                 | 16       | 0      | 8           | 0          |
| T. Nehrbauer  | 20            | 1             | 9             | 0             | 0                 | 0                 | 0                 | 0                 | 20       | 1      | 9           | 0          |
| T. Nsaliwa    | 33            | 0             | 5             | 0             | 1                 | 0                 | 0                 | 0                 | 34       | 0      | 5           | 0          |
| S. Nuhic      | 0             | 0             | 0             | 0             | 0                 | 0                 | 0                 | 0                 | 0        | 0      | 0           | 0          |
| T. Reuter     | 22            | 3             | 3             | 0             | 0                 | 0                 | 0                 | 0                 | 22       | 3      | 3           | 0          |
| T. Rott       | 0             | 0             | 0             | 0             | 0                 | 0                 | 0                 | 0                 | 0        | 0      | 0           | 0          |
| M. Rozgonyi   | 20            | 0             | 5             | 1             | 1                 | 0                 | 0                 | 0                 | 21       | 0      | 5           | 1          |
| E. Sabanov    | 2             | 0             | 0             | 0             | 1                 | 0                 | 0                 | 0                 | 3        | 0      | 0           | 0          |
| C. Stuff      | 24            | 0             | 1             | 0             | 1                 | 0                 | 0                 | 0                 | 25       | 0      | 1           | 0          |
| M. Sucurovic  | 1             | 0             | 1             | 0             | 0                 | 0                 | 0                 | 0                 | 1        | 0      | 1           | 0          |
| B. Tarillon   | 9             | 0             | 0             | 0             | 1                 | 0                 | 0                 | 0                 | 10       | 0      | 0           | 0          |
| G. Thiebaut   | 14            | 7             | 2             | 0             | 0                 | 0                 | 0                 | 0                 | 14       | 7      | 2           | 0          |
| V. Willemin   | 2             | 0             | 0             | 0             | 1                 | 0                 | 0                 | 0                 | 3        | 0      | 0           | 0          |
| Y. Örtülü     | 28            | 4             | 2             | 2             | 1                 | 1                 | 1                 | 0                 | 29       | 5      | 3           | 2          |